# Airlony Skylane
Die Airlony Skylane ist ein einmotoriges Leichtflugzeug des tschechischen Herstellers Airlony, das hauptsächlich für den Freizeit- und Sportflug entwickelt wurde. Es zeichnet sich durch seine Holz- und Verbundbauweise sowie seine gute Leistung und Wirtschaftlichkeit aus.

## Entwicklung und Design
Die Entwicklung der Airlony Skylane begann Anfang der 2000er Jahre, um ein zuverlässiges und erschwingliches Leichtflugzeug für Piloten und Flugvereine anzubieten. Die Konstruktion basiert auf einer modernen Interpretation klassischer Leichtflugzeugkonzepte, kombiniert mit den neuesten Materialien und Technologien. Die Skylane ist ein Schulterdecker mit einer aerodynamisch optimierten Form, die eine hohe Effizienz und gute Flugleistungen ermöglicht.

## Konstruktion
Die Airlony Skylane wird aus einer Kombination von Holz und Verbundwerkstoffen hergestellt, was ihr eine hohe Festigkeit bei geringem Gewicht verleiht. Der Rumpf besteht aus einer Sperrholzkonstruktion, während die Flügel aus einer Mischung von Holz und Glasfaserverbundwerkstoffen gefertigt sind. Diese Bauweise bietet eine gute Balance zwischen Stabilität, Langlebigkeit und Gewicht.
Das Fahrwerk der Skylane ist ein starres Bugradfahrwerk, das für einfache Wartung und Robustheit ausgelegt ist. Das Cockpit ist mit modernen Avioniksystemen ausgestattet, die je nach Kundenwunsch angepasst werden können. Zu den optionalen Ausstattungen gehören unter anderem GPS-Navigationssysteme, Funkgeräte und digitale Instrumente.

## Nutzung
Die Airlony Skylane wird hauptsächlich im Bereich der allgemeinen Luftfahrt eingesetzt. Sie ist besonders bei Flugschulen und Hobbyfliegern beliebt, da sie leicht zu fliegen und zu warten ist. Aufgrund ihrer guten Flugeigenschaften und Wirtschaftlichkeit wird sie auch für Luftbildfotografie und ähnliche Anwendungen genutzt.

## Technische Daten
| Kenngröße             | Daten                                                      |
| --------------------- | ---------------------------------------------------------- |
| Besatzung             | 1                                                          |
| Passagiere            | 1                                                          |
| Länge                 | 6,65 m                                                     |
| Spannweite            | 8,95 m                                                     |
| Höhe                  | 2,01 m                                                     |
| Leermasse             | 268 kg                                                     |
| max. Startmasse       | 472,5 kg                                                   |
| Triebwerk             | 1 × 4-Zylinder-Boxermotor Rotax 912ULS, 100 PS (ca. 70 kW) |
| Höchstgeschwindigkeit | 220 km/h                                                   |
| Reisegeschwindigkeit  | 180 km/h                                                   |
| Reichweite            | 800 km                                                     |
| Dienstgipfelhöhe      | 4500 m                                                     |
| Startrollstrecke      | 200 m                                                      |
| Landestrecke          | 150 m                                                      |